# キア・スターマー
サー・キア・ロドニー・スターマー（英: Sir Keir Rodney Starmer, KCB、1962年9月2日 – ）は、イギリスの政治家、弁護士。同国第80代首相（在任: 2024年7月5日 - ）、第22代労働党党首。

## 来歴

### 生い立ち
看護師の母ジョゼフィン（旧姓：ベイカー）と工具製作者の父ロドニーの間に誕生し、サリー州のオクステッドにて育つ。典型的な庶民の家庭だったという。両親ともに労働党の熱烈な支持者で、名前のキアは労働党創設者の一人のケア・ハーディから取られた。
母親は難病の成人スティル病を患っており、よく病院に緊急搬送されていた。スターマーは「母の勇気と生きようとする強い意志に大きな影響を受けるとともに、NHS（イギリスの公的医療サービス）への感謝を抱くようになった」と振り返っている。母親はスターマーが議員に当選する直前に亡くなった。
幼少期には、当初公立校であったライゲート・グラマー・スクールに通った。しかし2年後に同校は私立校となったため、地元の行政機関が16歳になるまでの学費を負担した。
その後はリーズ大学に進学し、一家で初めての大学進学者となった。この頃労働党に入党し、党員として活発に活動していた。1985年に法学士を修了。
1986年、オックスフォード大学の大学院に進学し、民法学士（修士課程）を修了。

### 弁護士として

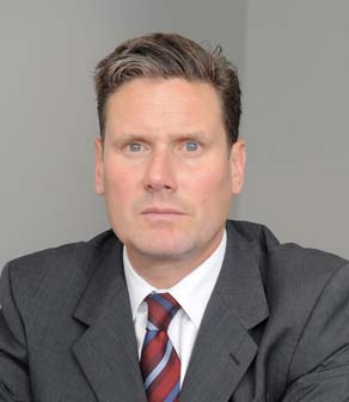
（2012年）

1987年に人権法を専門とする法廷弁護士となり、カリブ海諸国やアフリカにおける死刑囚の弁護を担当した。
1990年代後半には、マクドナルドの環境保護対策を批判したことで、同社から訴えられた活動家たちの弁護を無償で請け負うこともあった。
2008年に、イギリス検察庁（英語: Crown Prosecution Service）の長官である公訴局長に任命される。政治への信頼を揺るがした議会の不正経理問題で与野党の議員を起訴するなど、刑事司法への貢献が高く評価され、当時のチャールズ皇太子からナイトの爵位を授けられた。
公訴局長退任後の2015年に、ロンドンのホルボーン・アンド・セント・パンクラス選挙区から総選挙に出馬して当選。下院議員となった。ジェレミー・コービン率いる影の内閣に3年以上在籍したが、自身は社会主義者ではあるもののコービンの支持者ではないとしている。影の内閣ではイギリスの欧州連合離脱に関連した政策を担当。親EUの姿勢を示した。
2019年イギリス総選挙で労働党が歴史的惨敗を喫すると、コービンは結果の責任を取り党首辞任を表明。スターマーは後任を決める党首選挙に立候補し、1990年代以降民営化されていたイギリスの鉄道やロイヤルメール、水道の再国有化や反労働組合法の撤回など、コービン党首時代の主要政策を踏襲する10の公約を掲げた。党首選挙ではコービンの後任と目されていたレベッカ・ロング＝ベイリーらを大差で破り、党首に就任した。

### 党首就任後

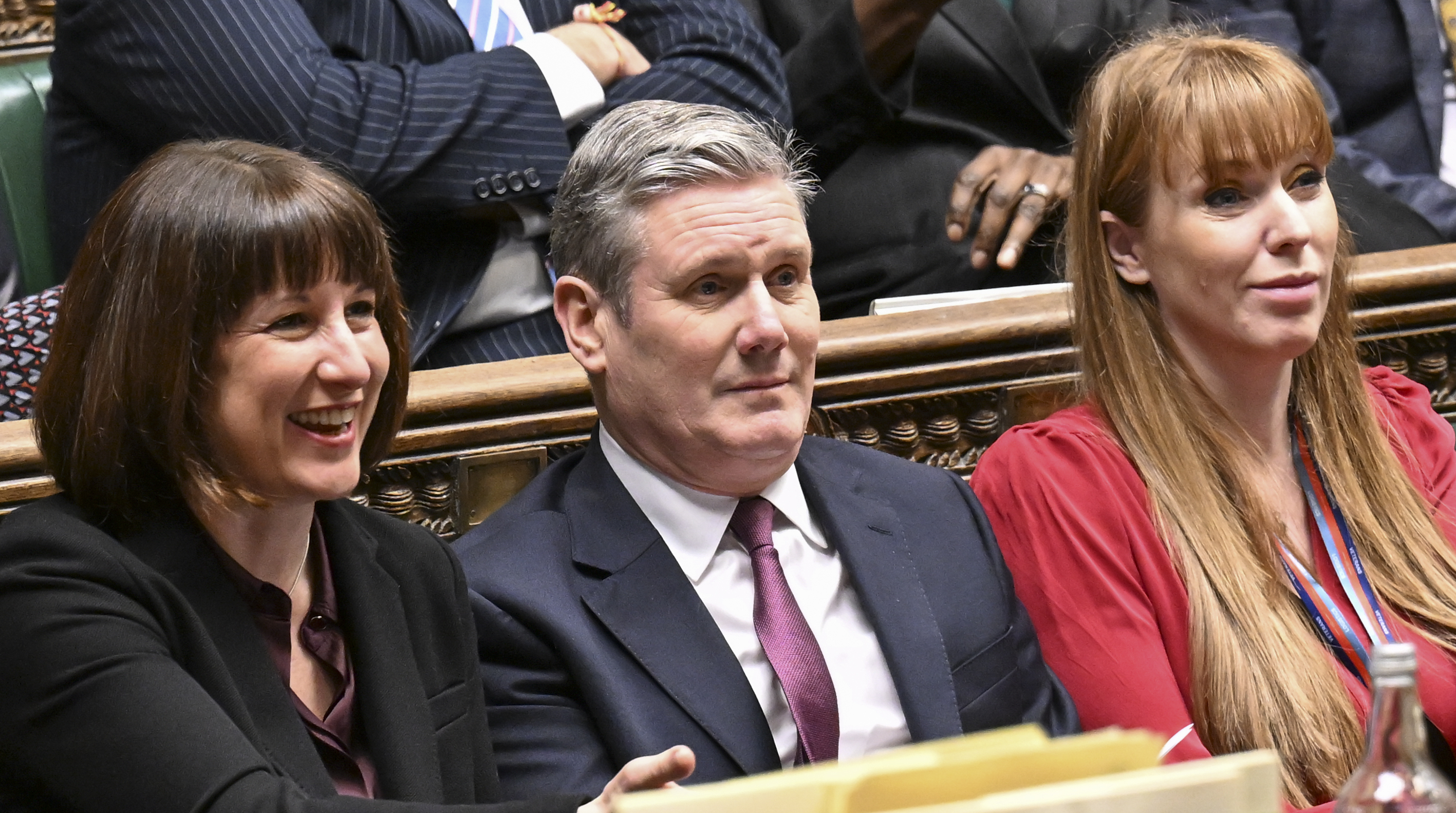
レイチェル・リーヴス（左）やアンジェラ・レイナー（右）と共に（2024年2月7日）

党首就任後に行った影の内閣の人事では、元労働党党首であるエド・ミリバンドを影のエネルギー・気候大臣に、レイチェル・リーヴスを影の財務大臣に任命した。同国内で新型コロナウイルスの感染が拡大する中、保守党政権とも建設的に協力すると表明し、ユダヤ人社会に対しては労働党内に広がっていた反ユダヤ主義を謝罪した。党首就任後しばらくは労働党の支持率低迷に苦しみ、2021年5月には長年労働党の牙城だったイングランド北部ハートリプールの下院補選で保守党に大敗した。この結果を受けてスターマーは方針を転換し、大学無償化やエネルギー・水道の国有化といった党首選の公約の多くを破棄した。この動きは党内左派から「裏切り」と批判されたが、トニー・ブレア元首相は「労働党を大幅にセンターの位置に戻した。その結果、彼とそのチームへの人々の安心感が増した」と評価した。
2023年10月10日、労働党の党大会がリヴァプールで開かれるも、スターマーが演説を始めようとした際に抗議者が壇上に乱入し、グリッター（きらきら光る細かい粒）を振りかけ「真の民主主義」と「危機」について叫んだ。抗議者はその後、ステージから引きずり降ろされた。スターマーは、「これで私が困ると思うなら、彼は私を知らない」と述べ、上着を脱いでスピーチを続行した。10月12日、LBCの取材で2023年パレスチナ・イスラエル戦争でイスラエルがガザ地区の電力・水道を遮断した件を問われ、「ハマースの行為はテロであり、イスラエルにはその権利があると思う」「責任はハマースにある」と答えた。労働党内から、この発言は集団的懲罰の肯定に等しく、国際人道法に違反していると非難が起き、離党を表明する地方議員が現れた。スターマーは非難を受け、発言はイスラエルの一般的な自衛権への言及であり、電力・水道・燃料・医療の供給を遮断する権利があるといっているのでは無いと述べた。さらに、党所属議員に書簡を送り「何百万人もの罪のないパレスチナ人とイスラエル人が影響を受けている」「ガザには人道支援が必要」「イスラム恐怖症も反ユダヤ主義も一切容認しない」と表明した。
2021年以降、ジョンソン・トラス・スナクの3代に渡って続いた保守党政権の混乱によって、労働党は各種世論調査で保守党に大差を付けてリードした。
2024年の総選挙でスターマーは、同選挙は「変化の機会」だと述べ、有権者が労働党に投票すべき3つの理由を挙げた。第一に「混乱を止めるため」、第二に「変化の時だから」、そして第三に労働党には「準備が整っており、費用も資金も十分に用意された、英国再建の長期計画」があるからだとした。6月13日、労働党はマニフェストを発表し、経済成長、計画システム改革、インフラ、いわゆる「クリーンエネルギー」、医療、教育、育児、労働者の権利強化に焦点を当てた。
前回総選挙で大敗を喫した労働党は、2024年7月4日の総選挙では一転して1997年の総選挙以来となる地滑り的勝利を収め、スターマーは勝利宣言を行った。自身も大差で再選されたが、得票は前回の36,641票から18,884票へと大きく減らした。「親ガザ」を公約した無所属のアンドリュー・ファインスタインが7,312票で次点となり、2023年パレスチナ・イスラエル戦争に対する（イスラエル寄りとされた）スターマーへの批判票と報じられた。スターマーはこの選挙結果を受け、5日午後にバッキンガム宮殿に於いてチャールズ国王に拝謁し、労働党党首としては2010年にゴードン・ブラウンが退陣して以来、14年ぶりとなる新首相に任命され、正式に首相に就任した。

## 政策
当初は自らを「社会主義者」と称し、コービン党首時代の政策の踏襲を掲げたことから、「穏健左派」（Soft Left）と見られていた。しかし、その後は産業政策を軟化させて金融業界を取り込む姿勢に転換し、「中道路線で労働党を3回の選挙勝利に導いたトニー・ブレア元首相の親ビジネス政策に回帰しようとしている」とされた。2023年の影の内閣改造でアナリストらは、スターマーが党内右派に移行し、穏健左派の人々を降格させてブレア派に置き換えたと結論付けた。

### 内政

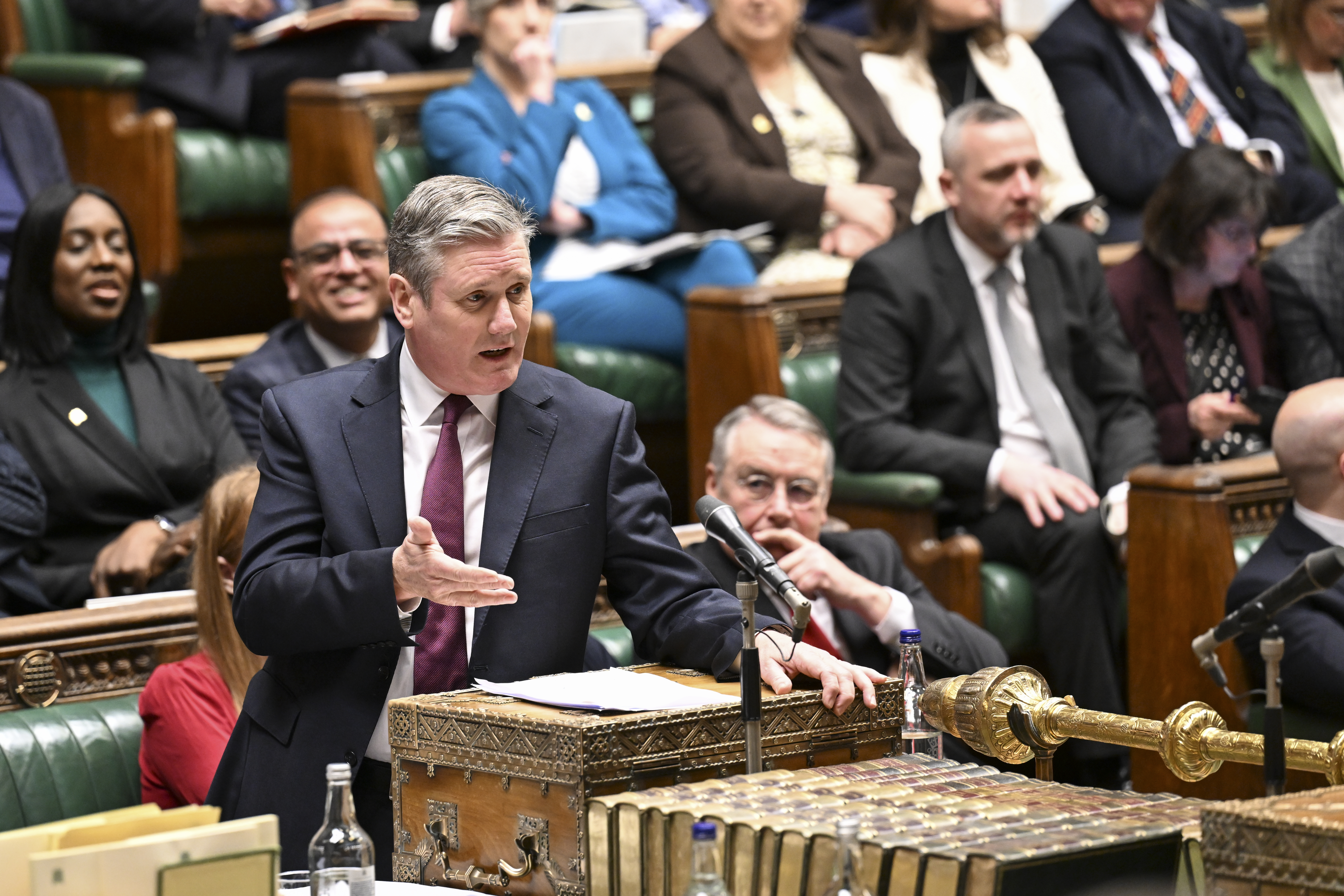
庶民院でリシ・スナク首相（当時）への質疑応答中（2024年）

スターマーは公共機関の改革、地方主義、権限委譲を繰り返し強調してきた。また、保守党の指導者らが貴族の称号を「従僕や寄付者」に与えてきたと述べた上で、貴族院を廃止し直接選挙で選出される上院に置き換えることを公約している。
スターマーは、国民保健サービス（NHS）を含む英国の公共サービスへの社会的所有と投資を支持している。2020年の労働党党首選挙では、所得上位5%の所得者への所得税増税と法人税回避の廃止を約束したが、2023年にはこの公約を撤回した。社会的不平等については、スターマーは健康、不平等、ホームレス、環境に関する国のパフォーマンスを測定する「国家幸福指標」を提案している。また、英国のユニバーサル・クレジット制度（イギリスの社会保障の一種）の「見直し」を求めている。　

### 外交

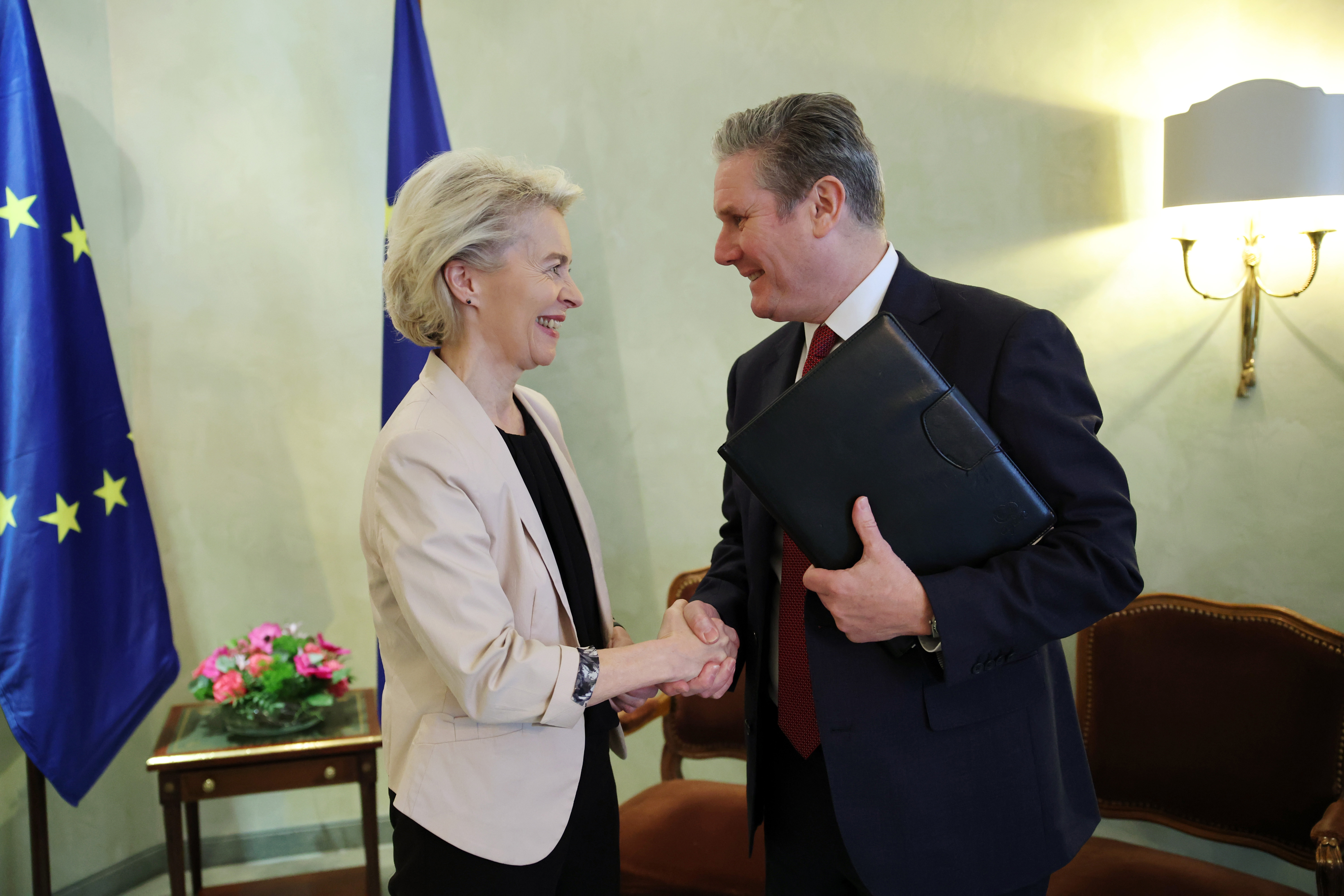
ウルズラ・フォン・デア・ライエン欧州委員会委員長（左）との会談（2024年）

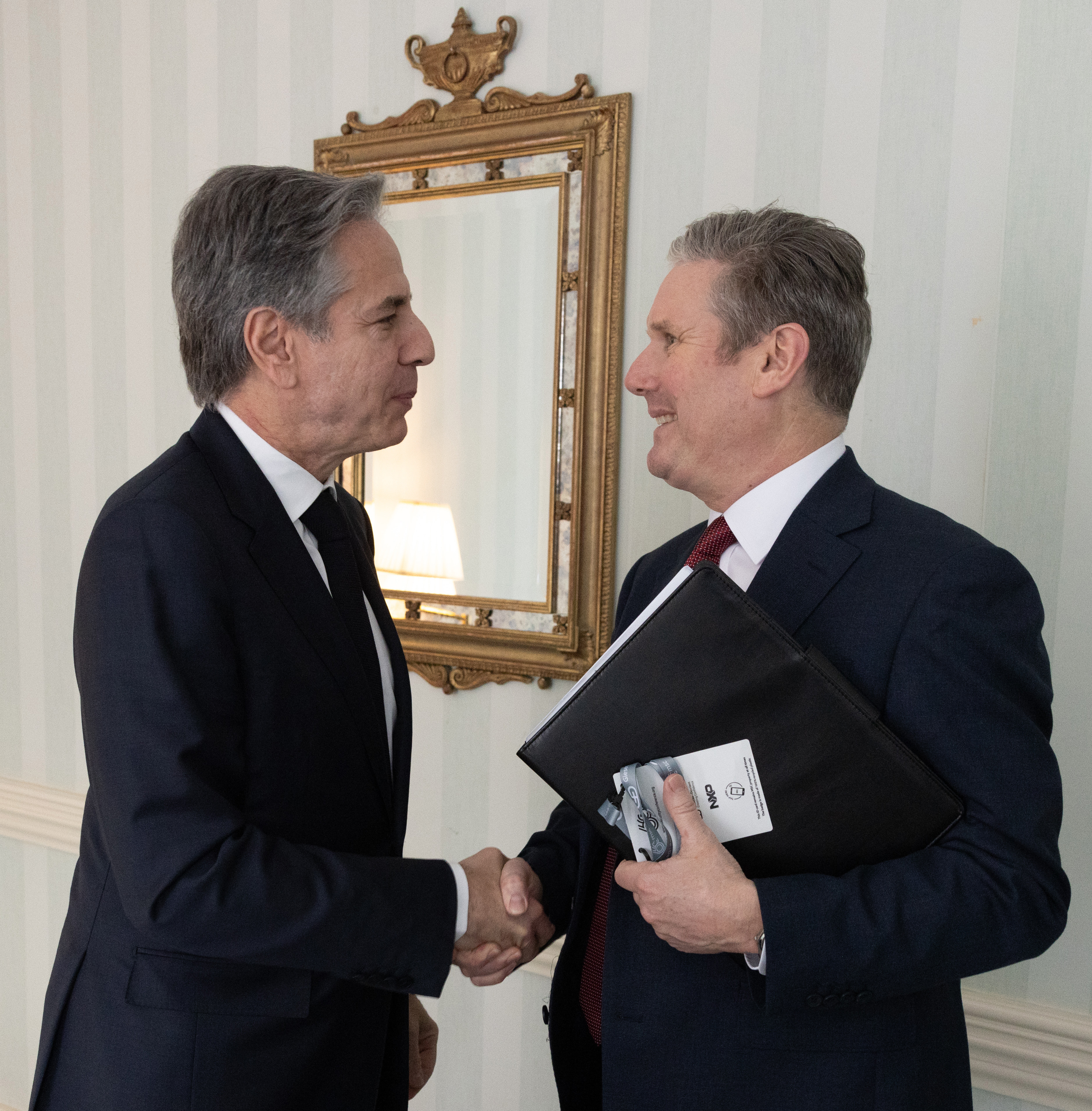
アントニー・ブリンケン国務長官（左）との会談（2024年）

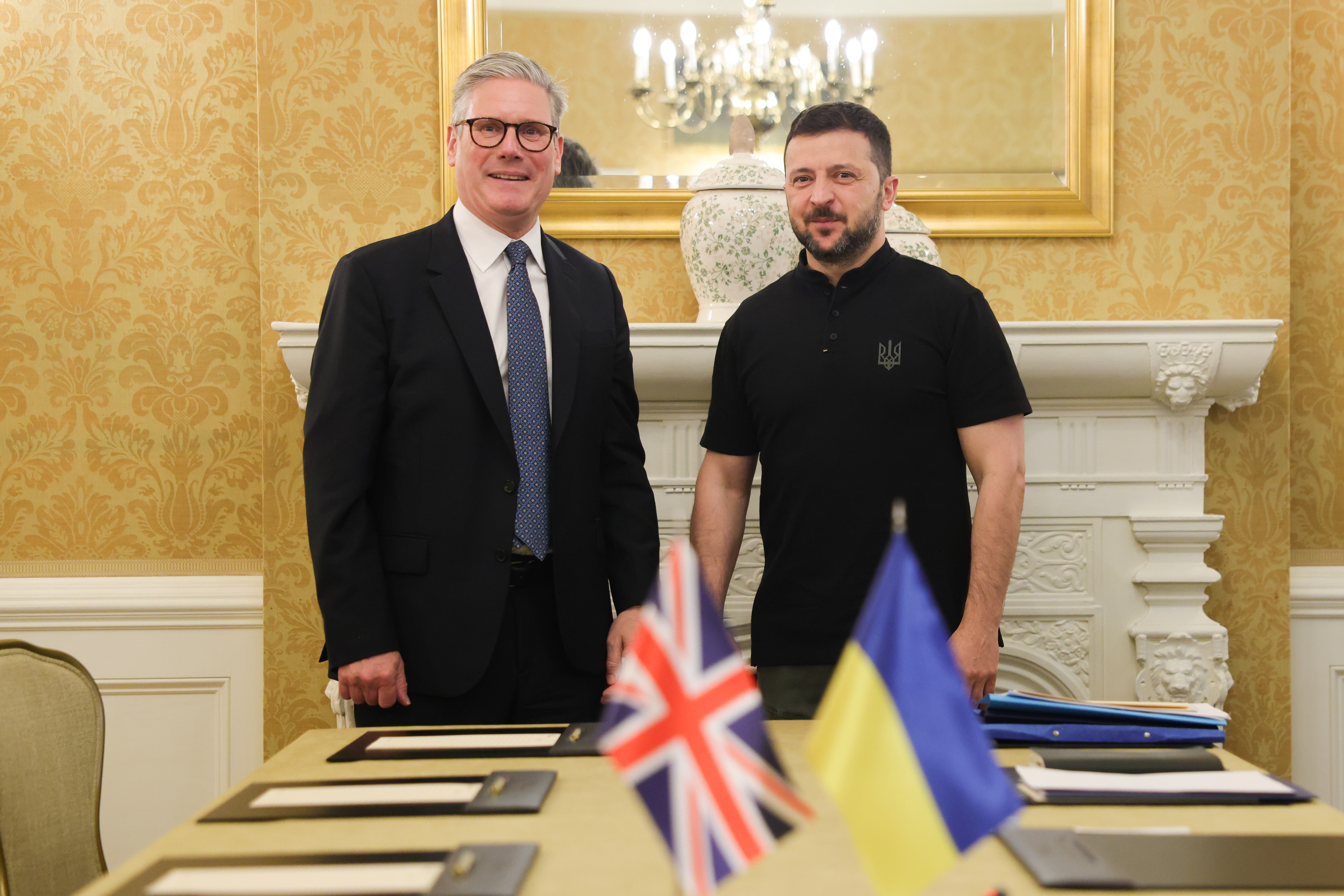
ヴォロディミル・ゼレンスキー大統領とダウニング街10番地での写真撮影（2024年7月10日）

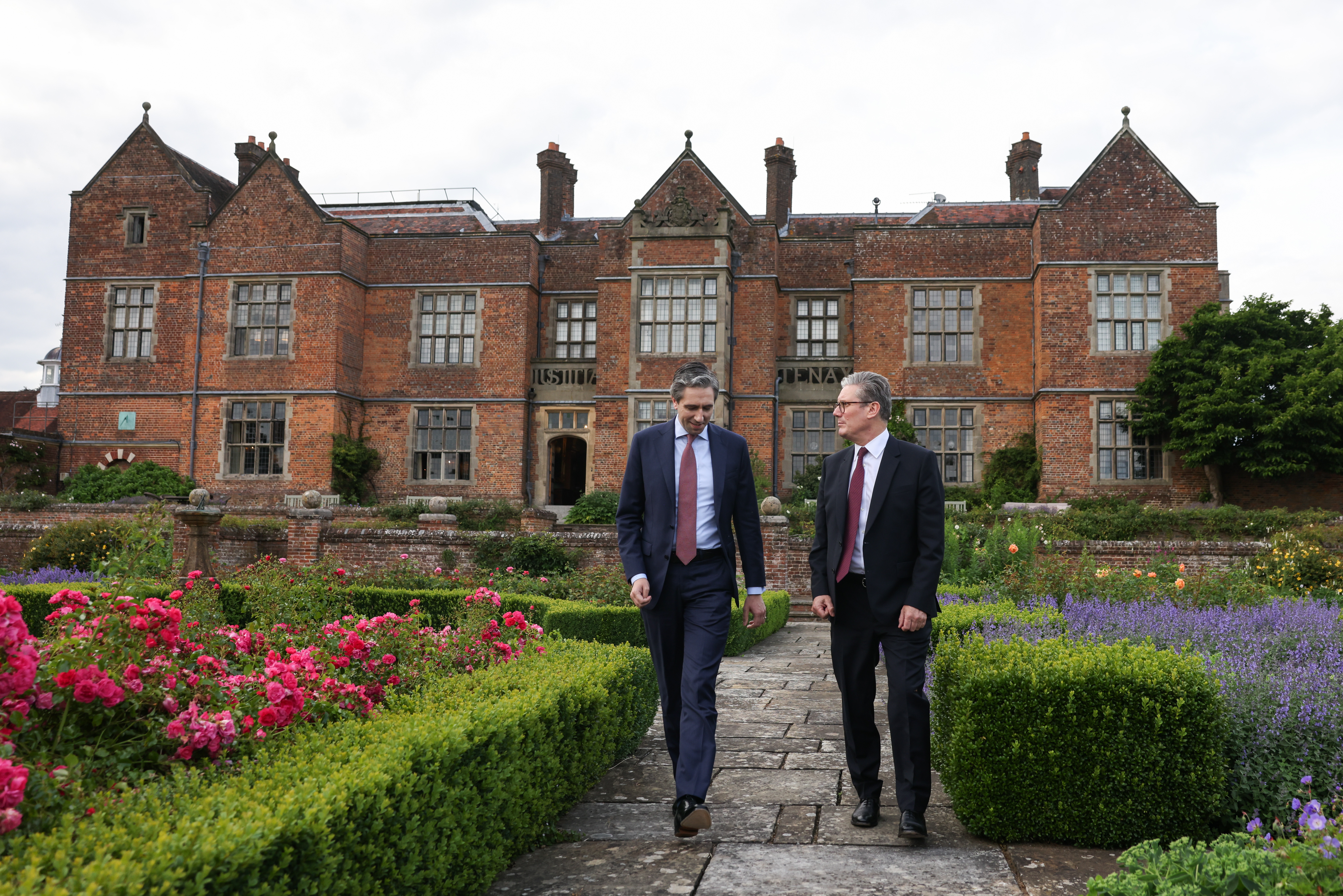
アイルランドのサイモン・ハリス首相（左）と同国を訪れたスターマー（右）の会談時（2024年7月17日）

「違法な戦争」の終結と英国の武器輸出の見直しを主張している。党首選の中で彼は、下院の支持を得た場合にのみ、合法的な軍事行動を認める軍事介入防止法を制定すると公約した。 スターマーは人権侵害に関与した中国当局者に対する制裁を求めた。また、イエメンでのサウジ軍事作戦に使用されたサウジアラビアへの英国の大規模な武器販売を承認し、同国の人道危機を深刻化させたとしてジョンソン政権を批判した。
スターマーは、核抑止力としてイギリスの核兵器を維持することを支持し、トライデント計画の更新に賛成票を投じた。また、冷戦後のイギリスの核兵器備蓄の段階的な削減政策全般を支持している。
2021年、スターマーはイスラエルは「国際法を尊重しなければならない」と述べ、イスラエル政府に対し、パレスチナ指導者と協力してイスラエル・パレスチナ紛争の緩和に努めるよう求めた。スターマー氏はイスラエルの入植地、ヨルダン川西岸地区の併合案、イスラエル占領地における「パレスチナ人の立ち退き」に反対している。スターマーはまた、再生可能エネルギーを推進するための「逆OPEC」の創設への支持を表明している。2023年6月にパレスチナ駐英代表団長フサム・ゾムロット氏と会談した際、スターマーは2024年の総選挙で労働党が勝利した場合、パレスチナ国家を承認すると改めて約束した。  2024年1月、スターマー氏は将来の労働党政権はパレスチナを多国間の和平プロセスの一環として承認するだろうと述べた。
ロシアのウクライナ侵攻前、スターマーはNATO事務総長イェンス・ストルテンベルグと会談し、労働党前党首のジェレミー・コービンがNATOを批判するのは「間違い」であり、労働党のNATOへの関与は「揺るぎない」ものだと述べた。さらに、「イギリスは団結しよう...ボリス・ジョンソン政権とどんな困難に直面しても、ロシアの侵略に関しては我々は団結する」と付け加えた。スターマーはロシアに対する「広範かつ強力な」経済制裁を求めた。また、ガーディアン紙の論説で戦争反対連合を批判し、同連合のメンバーは「平和を訴える善意の声ではなく」むしろ「良く言っても世間知らず、最悪の場合、民主主義を直接脅かすロシアのプーチン大統領のような権威主義的指導者を積極的に支援している」と書いた。  2023年2月、スターマーはウクライナのウォロディミル・ゼレンスキー大統領と会談し、ロシアのウクライナ侵攻中に同国を支援することを約束し、首相に就任してもウクライナ戦争に関するイギリスの立場は変わらないと述べた。また、プーチンを含むロシアの指導者らが人道に対する罪でハーグで裁かれるよう求めた。スターマーは、プーチンが国際刑事裁判所で起訴された後、プーチンに対する逮捕状が発行されたことを支持した。

### LGBT
2024年7月3日、年度内の選挙を念頭に、LGBTを標的としたヘイトクライムに対する保護の強化、「プライバシーに立ち入り、時代遅れな」性別認定枠組みの「近代化」、および「トランスジェンダーを含む」転向療法の禁止の提案など、LGBT+の権利に対する党の支持を明言した。
トランスジェンダーの権利について、タイムズ紙のインタビューで、既存の平等法の規定に定められているように、トランス女性の女性専用スペースへの入場拒否も許されるという見解を支持した。また、党はキャス・レビューの勧告を「完全に」実施すると述べた 。これらの勧告は、ストーンウォールやマーメイド (LGBT)などの英国のLGBT+権利団体から批判を受けている。スターマーはまた、トランスジェンダー当事者のセルフIDを認めることを否定した。また、スコットランドの性別承認法改革の阻止を継続すると述べている。
2024年7月、スターマーは、トランスジェンダーについて積極的に発言しているハリー・ポッターの著者J・K・ローリングからの、性別認定証明書を持つトランス女性について女性専用スペースを使用する権利があるかどうかを尋ねる質問に答え、「いいえ。その権利はない。あるべきでもない」と答えた。2024年、保守党からの政権交代後、トランスジェンダーを全面的に含む転向療法の禁止を発表した。

## 人物・家族

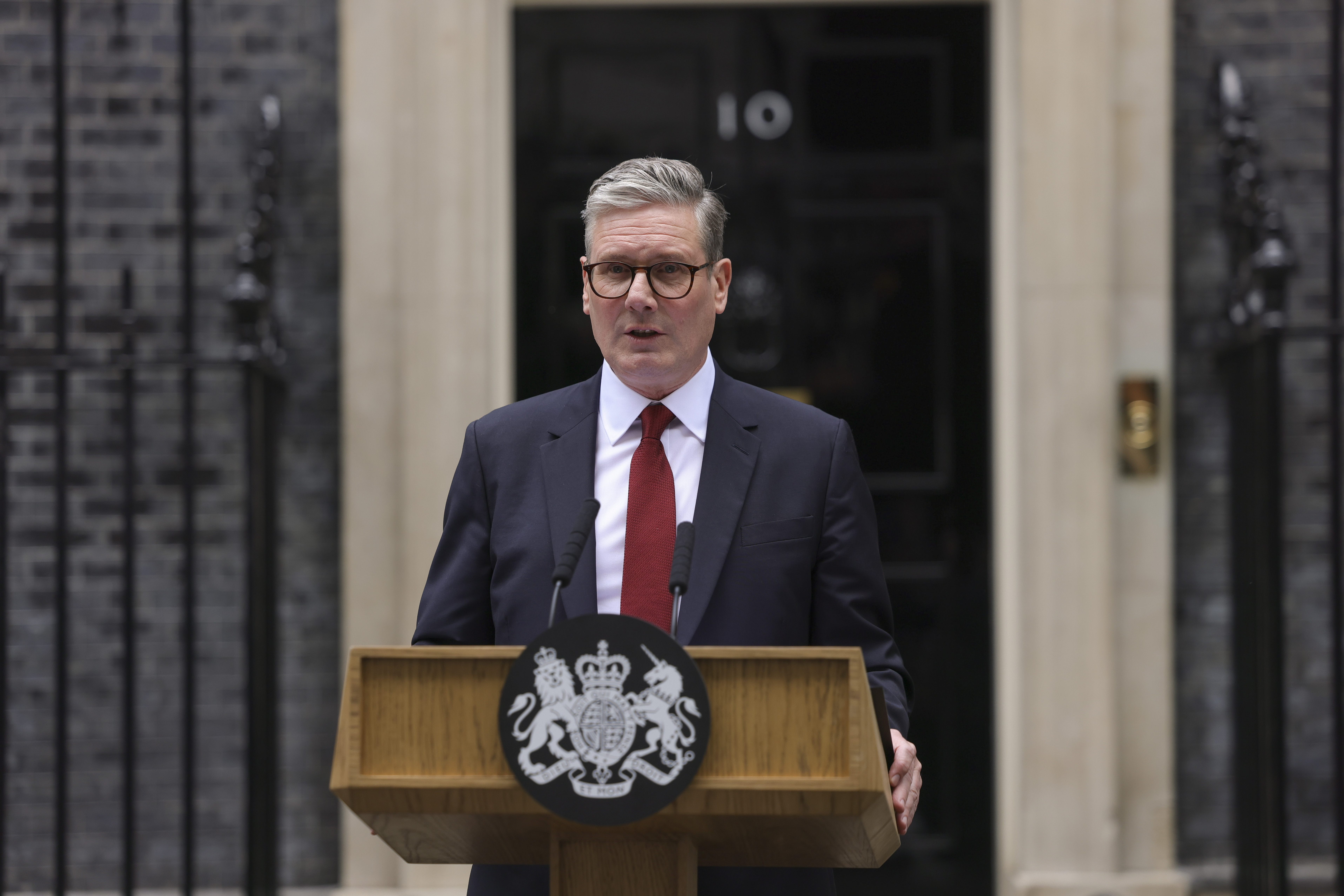
首相就任後、ダウニング街10番地で演説を行うスターマー（2024年7月5日）

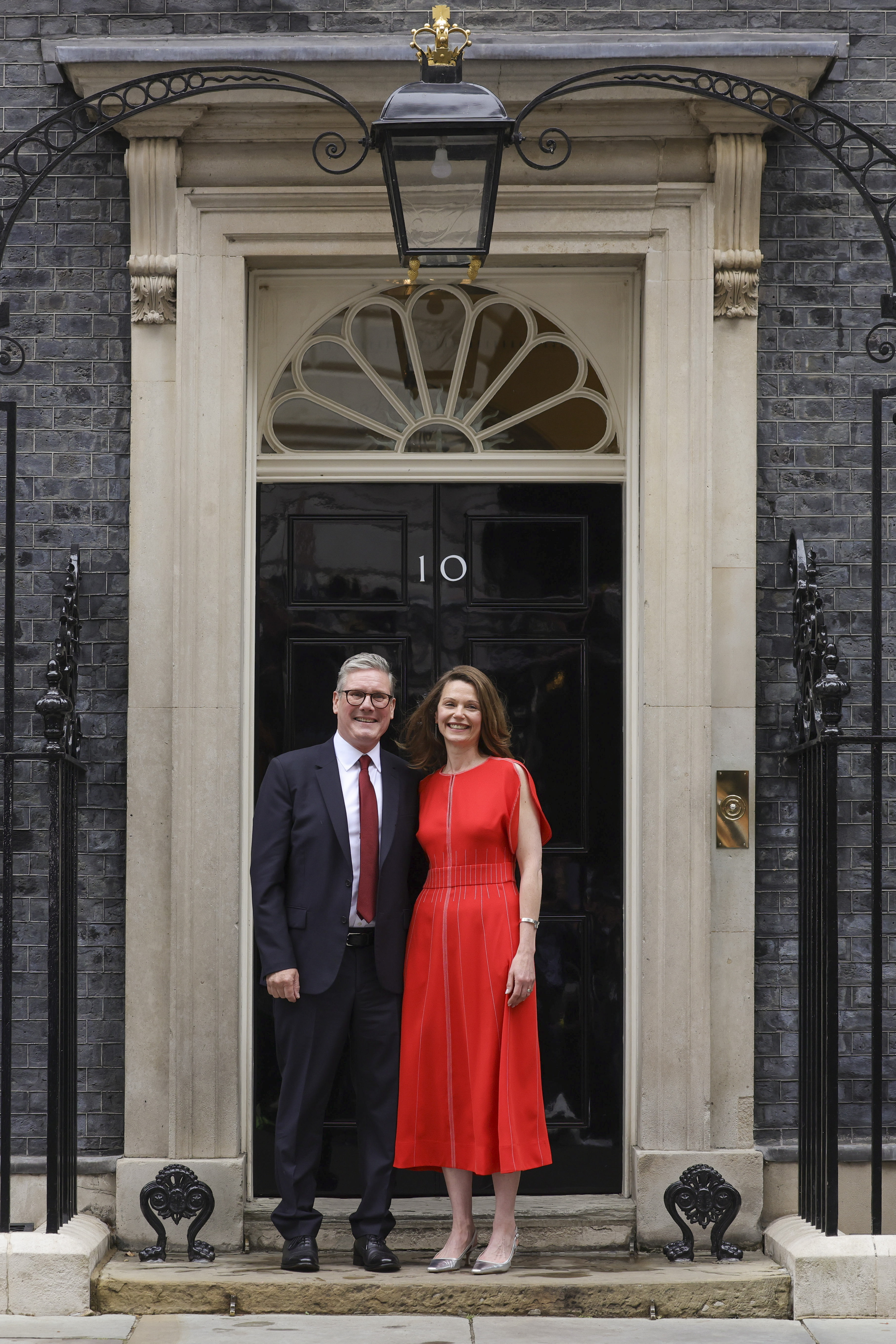
妻のヴィクトリアと（2024年7月5日）

派手な言動をしないことから、「退屈」「面白味やカリスマ性がない」と英国民やメディアから評されることが多い。その一方で、スターマーの堅実な姿勢は派手な演出や空約束ばかりの政治に裏切られてきた国民から支持を得るようになった。自身が率いる労働党への追い風にもなり、14年ぶりの政権交代・首相就任に繋がったという分析もある。
妻のヴィクトリア・アレクサンダーはユダヤ系で、元々は弁護士であったが法律事務所を退職し、国民保健サービス（NHS）に転職した。2007年に結婚した夫婦の間には、2人の子供がいる。
スターマーは魚菜食主義者（ペスクタリアン）であり、妻ヴィクトリアは菜食主義者（ベジタリアン）である。子供たちは菜食主義者として育て、10歳になった時点で肉を食べるかどうか選ぶ権利を与えたという。
スターマーは無神論者であり、神を信じていないが人々を結びつける「信仰の力」は信じていると述べた。彼と家族は時折シナゴーグに通い、子供たちは母方の祖父母のユダヤ教の信仰と背景を知るように育てられているという。
スターマーは熱心なサッカー選手で、北ロンドンのアマチュアチーム、ホーマートン・アカデミカルズ（Homerton Academicals）でプレーしている。イングランド・プレミアリーグのアーセナルFCの熱烈なサポーターでもある。
大学時代に警察沙汰になったことがある。英紙ガーディアンによると、スターマーは大学時代に友人と一緒に南フランスの海岸に行き、アイスクリームを売って一儲けしようとした。だが無許可販売だったため友人は警察に逮捕され、スターマー自身も事情聴取を受けた。